# Алексије Словен
Алексије Словен (бугарски: Алексий Слав, грчки: Ἀλέξιος Σθλαῦος; деловао 1208–28) је био бугарски бољар, нећак прве тројице бугарских владара из династије Асен. Деловао је као управитељ области око Родопа (до тада у саставу Другог бугарског царства) као самосталан владар.

## Биографија
У изворима се први пут јавља као један од племића који су оспорили долазак цара Борила на бугарски престо. Оженио је ћерку латинског цара Хенрика Фландријског новембра 1208. године, напуштајући Велико Трново и оснивајући независну област у подножју Родопа. Алексије Словен је постао вазал Хенрика Фландријског након бугарског пораза код Пловдива. Хенрик је подржао Алексијеве аспирације на бугарски престо и доделио му је титулу деспота.
Године 1211. Алексије се борио против Борила, заједно са војском Епирске деспотовине. Том приликом је проширио своје области заузимајући тврђаву Мелник, где је пренео и своју престоницу 1215. године из Цепине. У Мелнику је Алексије Словен имао свој краљевски двор. Служили су га Бугари и Франци (помиње се као севаст Франака у једном епиграфу). Деспот Алексије је издавао и даровне повеље, као нпр. повељу манастиру Мајке Божје у Спелиотици 1220. године. Алексије се у овом документу помиње као деспот и цар.
Његова држава налазила се у саставу Другог бугарског царства у годинама након битке код Клокотнице 9. марта 1230. године. Његово име се последњи пут помиње у изворима децембра 1228. године. Поједини истраживали повезују га са столником Словеном који се касније помиње у Трнову, али је ова идентификација, према историчару Ивану Божилову, непоуздана.
Алексије Словен се женио два пута. Прва жена му је била незаконита ћерка Хенрика Фландријског, чије име није познато. Након њене смрти Алексије се оженио ћерком Јована Петралифа, зета епирског владара Теодора Комнина Дуке (након 1225. године и солунског цара). У изворима не постоје подаци о Алексијевом евентуалном потомству.
По Алексију Словену носи име рт Слав (буг. Слав, енг. Slav Point) на обали Оскара II у Грахамовој земљи на Антарктику.